# Paco Maestre
Paco Maestre, nome artístico de Francisco Maestre Soriano (Mérida, 2 de julho de 1957 - Madrid, 27 de janeiro de 2011), foi um ator de televisão, cinema e teatro espanhol.